# Zach Garrett
Zach Garrett (8 de abril de 1995) é um arqueiro profissional estadunidense, medalhista olímpico.

## Carreira

### Rio 2016
Zach Garrett fez parte da equipe estadunidense nas Olimpíadas de 2016 que conquistou a medalha de prata no Tiro com arco nos Jogos Olímpicos de Verão de 2016 - Equipes masculinas, ao lado de Brady Ellison e Jake Kaminski.